# Bang sonic

Sursa sonoră se deplasează cu o viteză de 1,4 ori mai mare decât viteza sunetului (Mach 1,4). Deoarece sursa se mișcă mai repede decât undele sonore pe care le creează, aceasta se află în vârful frontului de undă care avansează.

Un bang sonic produs de o aeronavă care se mișcă cu M 2,92, calculat din unghiul conului de 20°. Observatorii nu aud nimic până când unda de șoc, situată pe pânza conului nu traversează poziția lor.

Unghiul conului Mach

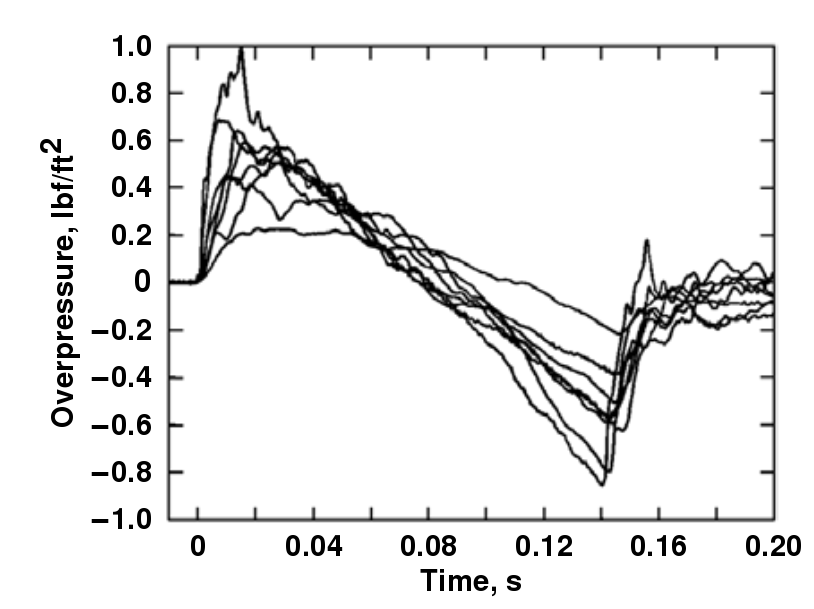
Date NASA care arată semnătura undelor N

Undă de șoc conică cu zona de contact cu solul în formă de hiperbolă, de culoare galbenă

Un bang sonic este un sunet asociat cu undele de șoc create atunci când un obiect se mișcă prin aer mai repede decât viteza sunetului. Bangurile sonice generează cantități enorme de energie sonoră, sunând pentru urechea umană similar cu o explozie sau un tunet.
Trosnetul unui glonț supersonic care trece deasupra capului sau pocnetul unui bici sunt exemple de bang sonic de intensitate mică.
Bangurile sonice produse de aeronavele supersonice mari pot fi deosebit de puternice și surprinzătoare, tind să trezească oamenii și pot provoca daune minore unor structuri. Acest lucru a dus la interzicerea zborului supersonic curent deasupra uscatului. Deși bangurile sonice nu pot fi prevenite complet, cercetările sugerează că, prin modelarea atentă a vehiculului, disconfortul cauzat de bangurile sonice poate fi redus până la punctul în care zborul supersonic deasupra uscatului ar putea deveni fezabil.
Un bang sonic nu se produce doar în momentul în care un obiect traversează bariera sunetului și nici nu se aude în toate direcțiile provenind de la obiectul supersonic. Bangul este un efect continuu care apare în timp ce obiectul se deplasează cu viteze supersonice și afectează doar observatorii care sunt poziționați într-un punct care intersectează o regiune în formă de con în spatele obiectului. Pe măsură ce obiectul se mișcă, această regiune conică se mișcă și ea în spatele lui, iar când conul trece peste observatori, aceștia vor auzi pentru scurt timp „bangul”.

## Cauze
Când o aeronavă se deplasează prin aer, aceasta creează o serie de unde de presiune în fața și în spatele aeronavei, similare cu undele de prova și pupa create de o ambarcațiune. Aceste unde se deplasează cu viteza sunetului și, pe măsură ce viteza obiectului crește, undele sunt forțate să se comprime sau să se unească deoarece nu se pot da la o parte suficient de repede. În cele din urmă ele se contopesc într-o singură undă de șoc, care se deplasează cu viteza sunetului, o viteză critică cunoscută sub numele de „Mach 1”, care este de aproximativ 1235 km/h la nivelul mării și 20 °C.
În zborul lin, unda de șoc începe la botul aeronavei și se termină la coadă. Deoarece diferitele direcții radiale în jurul direcției de deplasare a aeronavei sunt echivalente (având în vedere condiția de „zbor lin”), unda de șoc formează un con Mach, similar unui con de vapori, cu aeronava în vârful său. Semiunghiul dintre direcția de zbor și unda de șoc este dat de:
{\displaystyle \sin \alpha ={\frac {v_{\text{sunet}}}{v_{\text{obiect}}}}}
unde {\displaystyle {\tfrac {v_{\text{sunet}}}{v_{\text{obiect}}}}} este inversul numărului Mach cu care zboară aeronava {\displaystyle \mathrm {Ma} ={\tfrac {v_{\text{obiect}}}{v_{\text{sunet}}}}.} Astfel, cu cât avionul se deplasează mai repede, cu atât conul este mai ascuțit.
Există o creștere a presiunii la nivelul botului, care scade constant până la o presiune negativă la nivelul cozii, urmată de o revenire bruscă la presiunea normală după trecerea obiectului. Acest „profil de suprapresiune” este cunoscut sub numele de „undă N” datorită formei sale. Bangul se resimte atunci când există o schimbare bruscă a presiunii; prin urmare, o undă N provoacă două banguri – unul când creșterea inițială a presiunii ajunge la un observator și altul când presiunea revine la normal. Acest lucru duce la un „bang dublu” distinctiv, specific unei aeronave supersonice. Când aeronava manevrează, distribuția presiunii se schimbă în diferite forme, cu o formă caracteristică de undă U.
Întrucât bangul este generat continuu atâta timp cât aeronava este supersonică, acesta trasează o cale îngustă pe sol, urmând traiectoria de zbor a aeronavei, cam ca un covor roșu care se desfășoară, și de aceea este cunoscut sub numele de „covorul bangului”. Lățimea sa depinde de altitudinea aeronavei. Distanța de la punctul de pe sol unde se aude boom-ul până la aeronavă depinde de altitudinea acesteia și de unghiul de deviere {\displaystyle \alpha .}
Pentru aeronavele supersonice de astăzi, în condiții normale de funcționare, suprapresiunea maximă variază de la mai puțin de 50 până la 500 Pa pentru o undă N. Suprapresiunile maxime pentru undele U sunt până la cinci ori mai mari decât unda N, dar această suprapresiune are impact doar pe o suprafață foarte mică în comparație cu suprafața expusă restului bangului sonic. Cel mai puternic bang sonic înregistrat vreodată a fost de 7000 Pa și nu a provocat vătămări cercetătorilor care au fost expuși la ea. Bangul a fost produs de un F-4 care zbura puțin peste viteza sunetului la o altitudine de 30 m. În testele recente, bangul maxim măsurat în condiții de zbor mai realiste a fost de 1010 Pa. Există probabilitatea ca un bang sonic să provoace unele daune – de exemplu, sticlă spartă. Clădirile în stare bună nu ar trebui să sufere daune din cauza unor presiuni de 530 Pa sau mai puțin. Și, de obicei, expunerea comunității la bang sonic este sub 100 Pa. Mișcarea solului rezultată din bangul sonic este rară și este cu mult sub pragurile de deteriorare structurală acceptate de Biroul Minelor din SUA și alte agenții.
Puterea, sau volumul sonor al undei de șoc depinde de cantitatea de aer accelerată, prin urmare de dimensiunea și forma aeronavei. Pe măsură ce aeronava are viteză mai mare, conul de șoc devine mai „strâns” în jurul aeronavei și devine mai slab până la punctul în care, la viteze și altitudini foarte mari, nu se aude niciun bang. „Lungimea” bangului din față până în spate depinde de lungimea aeronavei la o putere de 3/2. Prin urmare, aeronavele mai lungi își „întind” bangurile mai mult decât cele mici, ceea ce duce la o bang mai puțin puternic.
Mai multe unde de șoc mai mici se pot forma și de obicei se formează în alte puncte ale aeronavei, în principal în orice puncte convexe sau curbe, pe marginea aripii anterioare și în special la conul de admisie al aerului în motoare. Aceste unde de șoc secundare sunt cauzate de aerul forțat să-și schimbe direcția în jurul acestor puncte convexe, ceea ce generează o undă de șoc la viteze supersonice.
Undele de șoc ulterioare sunt ceva mai rapide decât prima, se deplasează mai repede și se adună cu unda de șoc principală la o oarecare distanță de aeronavă, creând o formă de undă N mult mai definită. Acest lucru maximizează atât amplitudinea, cât și „timpul de creștere” al undei de șoc, ceea ce face ca bangul să pară mai puternic. La majoritatea modelelor de aeronave, distanța caracteristică este de aproximativ 12000 m, ceea ce înseamnă că sub această altitudine boom-ul sonic va fi „mai slab”. Totuși, rezistența la această altitudine sau mai jos face ca deplasarea supersonică să fie deosebit de ineficientă, ceea ce reprezintă o problemă serioasă.

## Măsurători și exemple
| Aeronavă          | Viteză [Mach] | Altitudine [m] | Presiune [Pa] |
| ----------------- | ------------- | -------------- | ------------- |
| SR-71 Blackbird   | 3+            | 24 000         | 43            |
| Concorde          | 2             | 16 000         | 93            |
| F-104 Starfighter | 1,93          | 15 000         | 38            |
| Navetă spațială   | 1,5           | 18 000         | 60            |

Presiunea provocată de bangurile sonice cauzate de aeronave este adesea de câțiva zeci de Pa. Un vehicul care zboară la o altitudine mai mare va genera presiuni mai mici la sol, deoarece unda de șoc își reduce intensitatea pe măsură ce se răspândește departe de vehicul, dar bangurile sonice sunt mai puțin afectate de viteza vehiculului.

## Atenuare

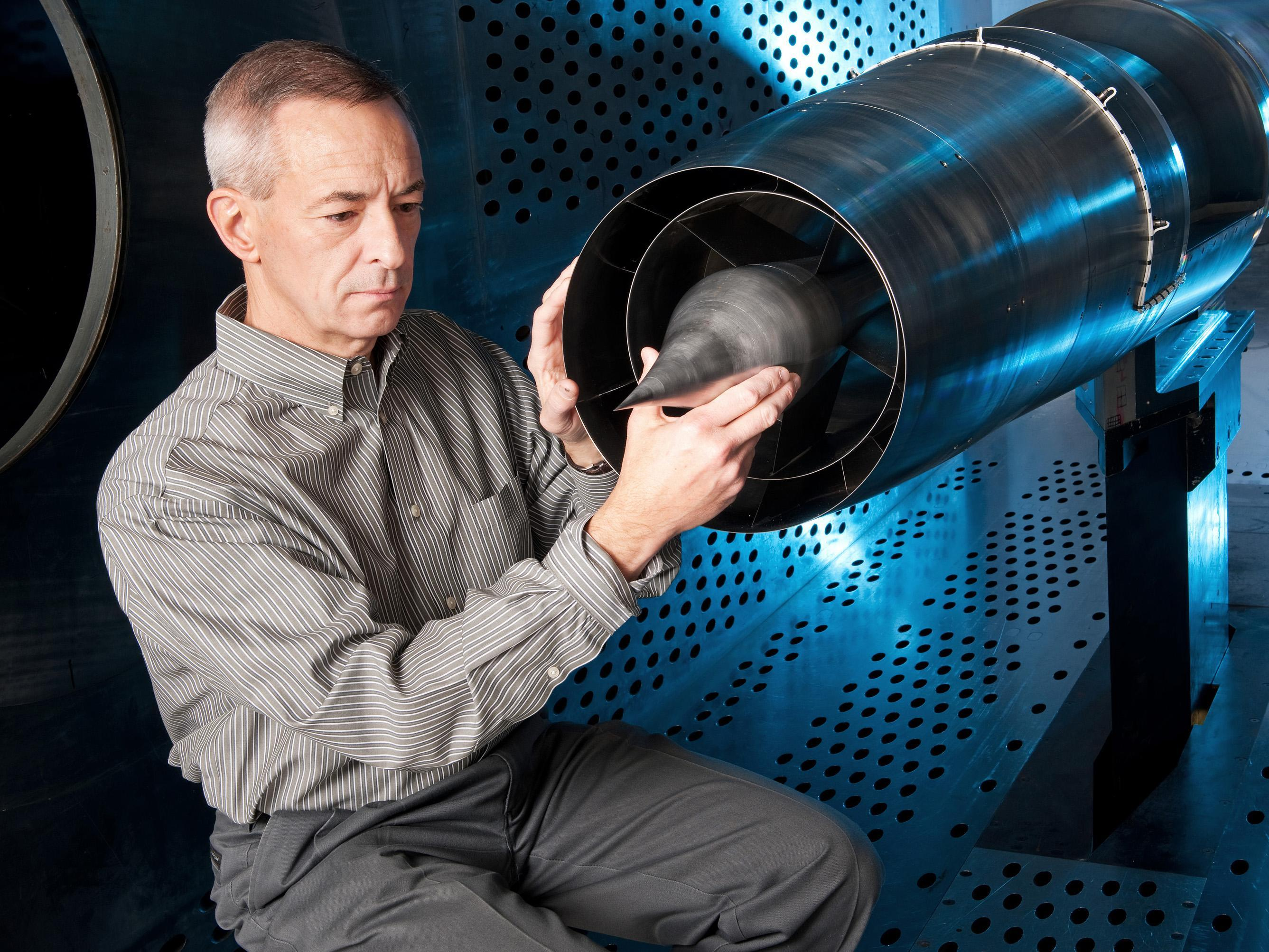
La Centrul de Cercetare Glenn al NASA se desfășoară noi cercetări care ar putea ajuta la atenuarea bangului sonic produs de aeronavele supersonice. În 2010 a fost finalizată testarea la scară mare a unui model supersonic de con de admisie a aerului care ar produce un bang sonic redus, cu controlul curgerii prin micro-matrice. În imagine apare un inginer aerospațial de la NASA în tunelul aerodinamic, împreună cu modelul testat.

La sfârșitul anilor 1950, când proiectele de transport supersonic⁠(d) (SST) erau urmărite în mod activ, se credea că, deși bangul ar fi foarte mare, problemele ar putea fi evitate prin zborul la o altitudine mai mare. Această presupunere s-a dovedit a fi falsă atunci când XB-70 Valkyrie a zburat pentru prima dată și s-a constatat că bangul era o problemă chiar și la 21000 m. În timpul acestor teste a fost caracterizată pentru prima dată unda N.
Richard Seebass și colegul său, Albert George, de la Universitatea Cornell au studiat problema pe larg și, în cele din urmă, au definit o „cifră de merit” pentru a caracteriza nivelurile de bang sonic ale diferitelor aeronave. Cifră de merit este în funcție de greutatea aeronavei și de lungimea acesteia. Cu cât această valoare este mai mică, cu atât aeronava generează un bang mai redus, cifre de aproximativ 1 sau mai mici fiind considerate acceptabile. Folosind acest calcul, au găsit cifre de aproximativ 1,4 pentru Concorde și 1,9 pentru Boeing 2707. Acest lucru a condamnat în cele din urmă majoritatea proiectelor SST, deoarece resentimentul public, amestecat cu politica, a dus în cele din urmă la legi care au făcut ca orice astfel de aeronavă să fie mai puțin utilă (de exemplu, zburând supersonic doar deasupra apei). Modelele de avioane mici, cum ar fi avioanele de afaceri⁠(d), sunt preferate și tind să producă banguri sonore minime sau deloc.
Bazându-se pe cercetările anterioare ale lui L. B. Jones, Seebass și George au identificat condițiile în care undele de șoc ale bangului sonic puteau fi eliminate. Această lucrare a fost dezvoltată de Christine. M. Darden și descrisă ca teoria Jones-Seebass-George-Darden a minimizării bangului sonic. Această teorie a abordat problema dintr-un punct de vedere diferit, încercând să disipe unda N lateral și temporal (longitudinal), prin producerea unei unde de șoc puternică și focalizată în jos (SR-71 Blackbird, NASA X-43) la un con frontal ascuțit, dar cu unghi larg, care se va deplasa la o viteză ușor supersonică  și folosind o aripă zburătoare înclinată înapoi sau o aripă zburătoare⁠(d) în săgeată pentru a netezi acest șoc de-a lungul direcției de zbor (coada șocului se deplasează la viteză sonică). Pentru a adapta acest principiu la avioanele existente, care generează o undă șoc la bot și una și mai puternică la bordul de atac al aripii, fuselajul de sub aripă este modelat conform legii ariilor⁠(d). În mod ideal, aceasta ar ridica altitudinea caracteristică de la 12000 m la 18000 m, unde se aștepta să zboare majoritatea aeronavelor SST.

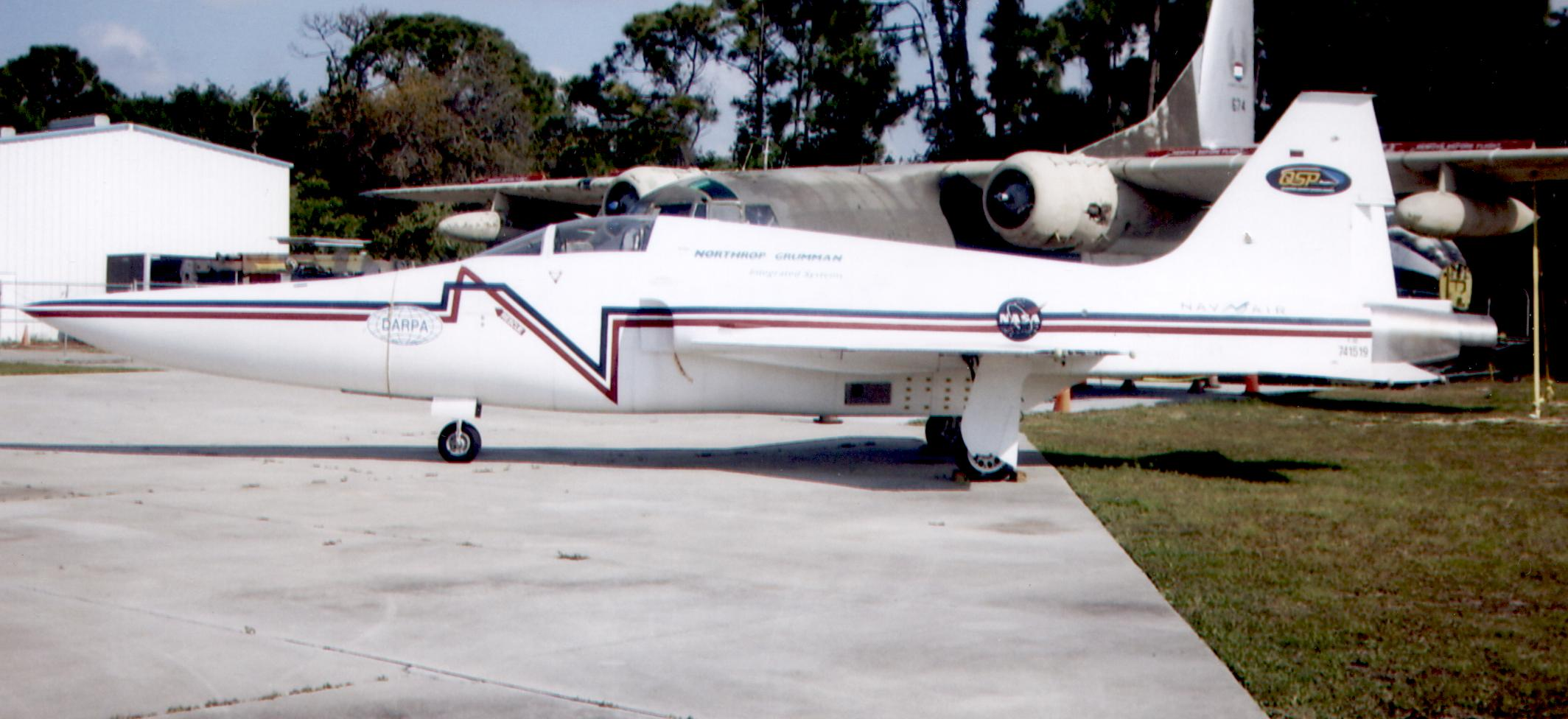
NASA F-5E modificat pentru testele DARPA de bang sonic

Acest lucru a rămas netestat timp de decenii, până când DARPA a început proiectul Shaped Sonic Boom Demonstration⁠(d) și a finanțat realizarea unei aeronave de test (SSBD), un F-5E, care a fost modificat la o formă extrem de rafinată, care a lungit botul la cel al modelului F-5F. Carenajul botului se întindea de la bot până la gurile de admisie de pe partea laterală a aeronavei. SSBD a fost testat timp de doi ani, efectuându-se 21 de zboruri și a fost un studiu amplu asupra caracteristicilor bangului sonic. După măsurarea celor 1300 de înregistrări, unele realizate în interiorul undei de șoc de către un avion de urmărire, SSBD a demonstrat o reducere a bangului cu aproximativ o treime. Deși o treime nu este o reducere uriașă, ar fi putut reduce bangul Concorde la un nivel acceptabil, sub cifra de merit 1.
Unele modele teoretice, cum ar fi biplanul Busemann, nu par să creeze deloc banguri sonice. Însă dacă acesta generează portanță, crearea unei unde de șoc este inevitabilă.
În 2018 NASA a acordat companiei Lockheed Martin un contract de 247,5 milioane de dolari pentru realizarea unui proiect cunoscut sub numele de Low Boom Flight Demonstrator, care își propune să reducă bangul la sunetul unei uși de mașină care se închide. În octombrie 2023, primul zbor era așteptat în 2024.

## Percepția, zgomotul și alte probleme

O sursă punctuală care emite fronturi sferice, crescând în același timp viteza sa liniar în timp. Pentru perioade scurte de timp, efectul Doppler este vizibil. Când v = a, bang-ul sonic este vizibil. Când v > a, conul Mach este vizibil.

Sunetul unui bang sonic depinde în mare măsură de distanța dintre observator și forma aeronavei care produce bangul. Un bang sonic se aude de obicei ca un „bang” dublu și profund, deoarece aeronava se află de obicei la o oarecare distanță. Sunetul este foarte asemănător cu cel al bombelor de mortier, utilizate în mod obișnuit în focurile de artificii. Este o concepție greșită des întâlnită că se generează un singur bang în timpul tranziției de la subsonic la supersonic. Bangul este continuu de-a lungul covorului de bang pe întregul zbor supersonic. După cum spune un fost pilot de Concorde: „De fapt, nu auzi nimic la bord. Tot ce vedem este unda de presiune care se mișcă în jos pe avion – o indică instrumentele. Și asta vedem în jurul vitezei de Mach 1. Dar nu auzim bangul sonic sau ceva de genul acesta. Este cam ca și cum ar fi urma unei nave – este în spatele nostru.”
În 1964, NASA și FAA au început testele privind bangurile sonice din Oklahoma City, care au avut câte opt banguri pe zi, timp de șase luni. În urma experimentului au fost colectate date valoroase, dar au fost primite 15000 de plângeri care, în cele din urmă, au implicat guvernul într-un proces colectiv, pe care l-a pierdut în apel în 1969.
Bangurile sonice erau o problemă și în nordul Cornwallului și în nordul Devonului din Marea Britanie, deoarece aceste zone se aflau sub traiectoria de zbor a avionului Concorde. Geamurile zdrăngăneau, iar în unele cazuri mortarul de sub țiglele acoperișurilor a fost dislocat din cauza vibrațiilor.
Au existat lucrări recente în acest domeniu, în special în cadrul studiilor DARPA privind platforma supersonică silențioasă. Cercetările experților în acustică din cadrul acestui program au vizat analiza mai atentă a bangurilor sonice, inclusiv spectrul de frecvențe. Mai multe caracteristici ale undei N tradiționale a bangului sonic pot influența cât de puternic și iritant poate fi perceput de cei de la sol. Chiar și undele N puternice, cum ar fi cele generate de Concorde sau de aeronavele militare, pot fi mult mai acceptabile dacă timpul de creștere al suprapresiunii este suficient de lung. A apărut o nouă metrică, cunoscută sub numele de intensitate sonoră „percepută”, măsurată în PLdB. Aceasta ia în considerare conținutul de frecvență, timpul de creștere etc. Un exemplu binecunoscut este pocnitul din degete⁠(d) în care sunetul „perceput” nu este nimic mai mult decât o iritare.
Au existat lucrări recente în acest domeniu, în special în cadrul programului DARPA Quiet Super. Gama de energie a bangului sonic este concentrată în intervalul de frecvență 0,1–100 Hz, care este considerabil sub cea a aeronavelor subsonice, a focurilor de armă și a majorității zgomotelor industriale. Durata bangului sonic este scurtă; mai puțin de o secundă, 100 de milisecunde (0,1 secunde) pentru majoritatea aeronavelor de dimensiunea avioanelor de vânătoare și 500 de milisecunde pentru naveta spațială sau avionul Concorde. Intensitatea și lățimea traiectoriei unui bang sonic depind de caracteristicile fizice ale aeronavei și de modul în care este operată. În general, cu cât altitudinea unei aeronave este mai mare, cu atât suprapresiunea la sol este mai mică. Altitudinea mai mare crește, de asemenea, extinderea laterală a bangului, expunând o zonă mai largă la bang. Însă suprapresiunile din zona de impact a bangului sonic nu vor fi uniforme. Intensitatea bangului este cea mai mare exact sub traiectoria de zbor, slăbind progresiv odată cu creșterea distanței orizontale față de traiectoria de zbor a aeronavei. Lățimea la sol a zonei de percepere a bangului este de aproximativ 5 km pentru fiecare 1000 m altitudine (lățimea este de aproximativ cinci ori altitudinea); adică, o aeronavă care zboară supersonic la 10000 m va avea o zonă de percepere laterală a bangului de aproximativ 50 km. Pentru un zbor supersonic constant, bangul este descris ca un bang de tip covor, deoarece se mișcă odată cu aeronava în timp ce aceasta își menține viteza supersonică și altitudinea. Unele manevre, cum ar fi picajul, accelerarea sau virajele, pot provoca focalizarea bangului. Alte manevre, cum ar fi decelerarea și urcarea, pot reduce puterea bangului. În unele cazuri, condițiile meteorologice pot distorsiona bangurile sonice.
În funcție de altitudinea aeronavei, bangurile sonice ajung la sol în 2 până la 60 de secunde după survol. Totuși, nu toate bangurile se aud la sol. Viteza sunetului la orice altitudine este în funcție de temperatura aerului. O scădere sau o creștere a temperaturii are ca rezultat o scădere sau o creștere corespunzătoare a vitezei sunetului. În condiții atmosferice standard, temperatura aerului scade odată cu creșterea altitudinii. De exemplu, când temperatura la nivelul mării este de 15 °C, temperatura la 10000 m scade la −45 °C. Acest gradient de temperatură ajută la curbarea undelor sonore în sus. Prin urmare, pentru ca un bang să ajungă la sol, viteza aeronavei față de sol trebuie să fie mai mare decât viteza sunetului la sol. De exemplu, viteza sunetului la 10000 m este de aproximativ 300 m/s (c. 1080 km/h), dar o aeronavă trebuie să se deplaseze cu cel puțin 1210 km/h (Mach 1,12) pentru ca un bang să fie auzit la sol.
Compoziția atmosferei este și ea un factor. Variațiile de temperatură, umiditatea, poluarea atmosferică și vântul pot afecta modul în care un bang sonic este perceput la sol. Chiar și solul în sine poate influența sunetul unui bang sonic. Suprafețele dure, cum ar fi betonul, pavajul și clădirile mari, pot provoca reflexii care pot amplifica sunetul unui bang sonic. În schimb, câmpurile acoperite cu iarbă și frunzișul abundent pot ajuta la atenuarea intensității suprapresiunii unui bang sonic.
În prezent, nu există standarde industriale pentru acceptabilitatea unui bang sonic. Totuși, se lucrează la crearea unor indicatori care vor ajuta la înțelegerea modului în care oamenii reacționează la zgomotul generat de bangurile sonice. Până când astfel de valori nu vor fi stabilite, fie prin studii suplimentare, fie prin teste de survolare supersonică, este îndoielnic că va fi adoptată o legislație care să elimine interdicția actuală privind survolul supersonic, existentă în mai multe țări, inclusiv în Statele Unite.

## Pocnetul de bici

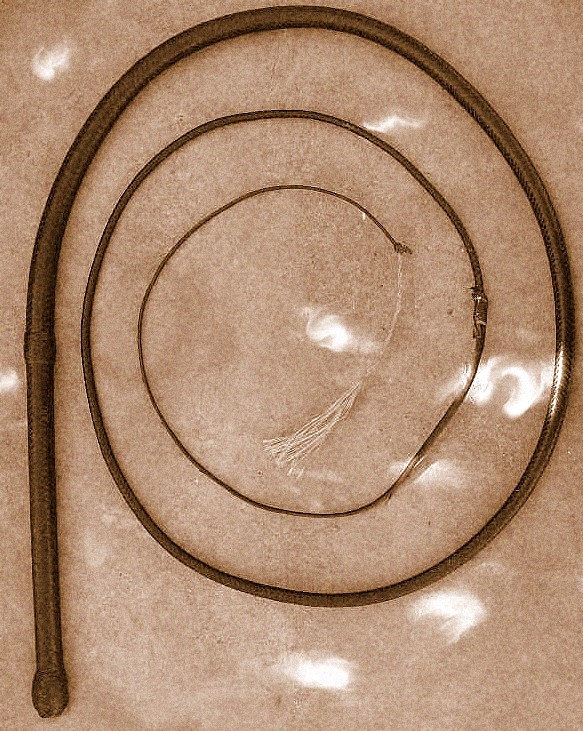
Un bici australian

Pocnetul produs de un bici este un mic bang sonic. Vârful biciului se mișcă mai repede decât viteza sunetului, creând astfel un bang sonic.
Un bici se subțiază de la secțiunea mânerului către vârf. Vârful are o masă mult mai mică decât a mânerului. Când biciul este acționat brusc, impulsul este transferat de-a lungul biciului conic, masa în scădere fiind compensată prin creșterea vitezei. Alain Goriely și McMillen au arătat că explicația fizică este complexă, implicând modul în care o buclă se deplasează de-a lungul unui filament conic sub tensiune.